# R-40 (raketa)
Bisnovat R-40 (později Molnija a Vympel, v kódu NATO "AA-6 Acrid") je protiletadlová řízená střela dlouhého dosahu vyvinuta v konstrukční kanceláři Bisnovat. Je to pravděpodobně první sovětská střela vzduch-vzduch 2. generace. Byla primárně vyvíjena pro záchytné stíhací letouny MiG-25.

## Vývoj
Práce na nové střele dlouhého dosahu, která měla nahradit starší R-4 začaly v konstrukční kanceláři M. Bisnovata počátkem roku 1962. Střela disponuje vysokým poměrem tahu k hmotnosti díky čemuž dosahuje maximální rychlosti až 5 M. Tato rychlost způsobuje extrémní aerodynamický ohřev a proto byl při vývoji poprvé jako konstrukční materiál použit titan. S použitím titanu bylo spojeno množství technických problémů, které bylo třeba vyřešit. Novinkou bylo také použití keramických materiálů pro výrobu krytu radarové soustavy. Střela je jen o málo větší než její předchůdce, ale má podstatně delší dosah, který u základní verze představuje 30 km. V září 1969 byly z letadla MiG-25 poprvé úspěšně odpáleny dvě střely R-40R na bezpilotní MiG-17 letící ve výšce 600 m. V následujícím roce byly tyto rakety zavedeny do výzbroje sovětského letectva.
Po přeletu poručíka Viktora Bělenka s MiGem-25 z SSSR do Japonska v září 1976 se MiG-25 podrobil modernizaci, která mimo jiné znamenala výměnu radarového systému letadla. Pro tento radarový systém byla zkonstruována nová střela R-40D, která má delší dosah, zvýšenou citlivost hlavice, zlepšenou odolnost proti rušení a vibracím a schopnost sestřelit nízko letící cíl na pozadí země.
Výroba raket R-40 byla zastavena v roce 1991.

## Varianty

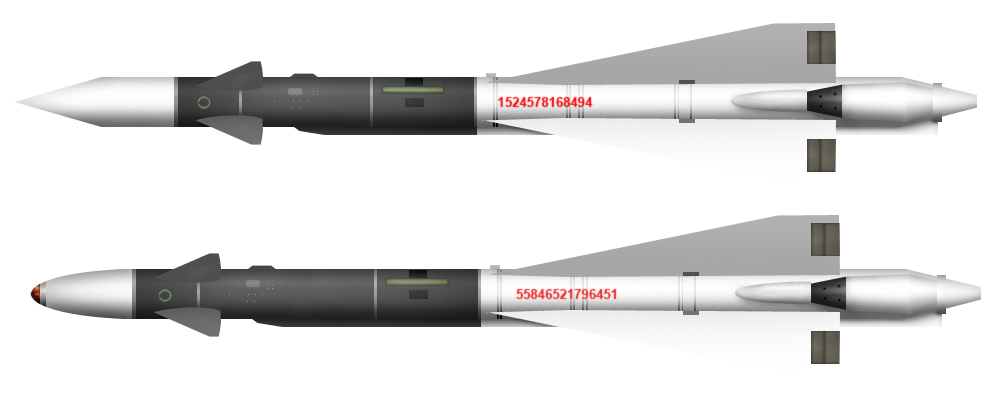
R-40R (nahoře) a R-40Т (dole)

- R-40R – verze s poloaktivním a v konečné fázi letu aktivním radiolokačním naváděním s dosahem 30 km.
- R-40T – verze s infračerveným naváděním s dosahem 25 km.
- R-40RD – výrazně zdokonalená R-40R s dosahem 60 km.
- R-40TD – výrazně zdokonalená R-40T s dosahem 30 km (některé zdroje uvádějí 40 km.
- R-40D1 – verze se zlepšeným ovládacím systémem a novou bojovou hlavicí vyvinutou konstrukční kanceláří Vympel.

## Uživatelé

### Současní
- Alžírsko

### Bývalí uživatelé
- Indie
- Irák
- Rusko (oficiálně střely R-40 vyřadilo z výzbroje v roce 2008, ale ještě v roce 2010 byl zachycen MiG-31 vyzbrojený těmito raketami)
- Sovětský svaz (po rozpadu SSSR se dostaly do výzbroje nástupnických států)
- Sýrie

## Bojové nasazení
- během konfliktů na Blízkém východě používal střely R-40 Irák a velmi pravděpodobně i Sýrie.
- 17. ledna 1991 sestřelil MiG-25, pilotovaný poručíkem Zuhajrem Dávúdem, střelou R-40TD americký F/A-18C Hornet, pilotovaný Scooty Speicherem.[2][3] Byl to jediný sestřel iráckého letectva během operace Pouštní bouře.
- 23. prosince 2002 sestřelil irácký MiG-25 střelou R-40 americké bezpilotní letadlo MQ-1 Predator, které provádělo průzkumný let nad Irákem. MQ-1 byl vyzbrojen dvěma raketami AIM-92 Stinger a také vystřelil. Zatímco Stinger minul, raketa R-40 si připsala další přesný zásah.[4]

## Specifikace (R-40R/R-40RD)

### Technické údaje
- Hmotnost: 461 kg
- Délka: 6,22 m
- Průměr: 31 cm
- Rozpětí: 1,45 m
- Bojová hlavice: 70 kg
- Navádění: poloaktivní + aktivní radarové
- Motor: raketový motor na tuhé pohonné látky

### Výkony
- Maximální rychlost: 5 M
- Maximální přetížení: 18 g[5]
- Dosah:
  - 30 km (R-40R)
  - 60 km (R-40RD)
- Maximální přetížení cíle: 2,5 g

## Specifikace (R-40T/R-40TD)

### Technické údaje
- Hmotnost: 450 kg
- Délka: 5,98|
- Průměr: 31 cm
- Rozpětí: 1,45|m
- Bojová hlavice: 70 kg
- Navádění: infračervené
- Motor: raketový, na tuhé pohonné látky

### Výkony
- Maximální rychlost: 5 M
- Maximální přetížení: 18 g
- Dosah:
  - 25 km (R-40T)
  - 30 km (R-40TD) (některé zdroje uvádějí 40 km)
- Maximální přetížení cíle: 4 g